# Plán Z

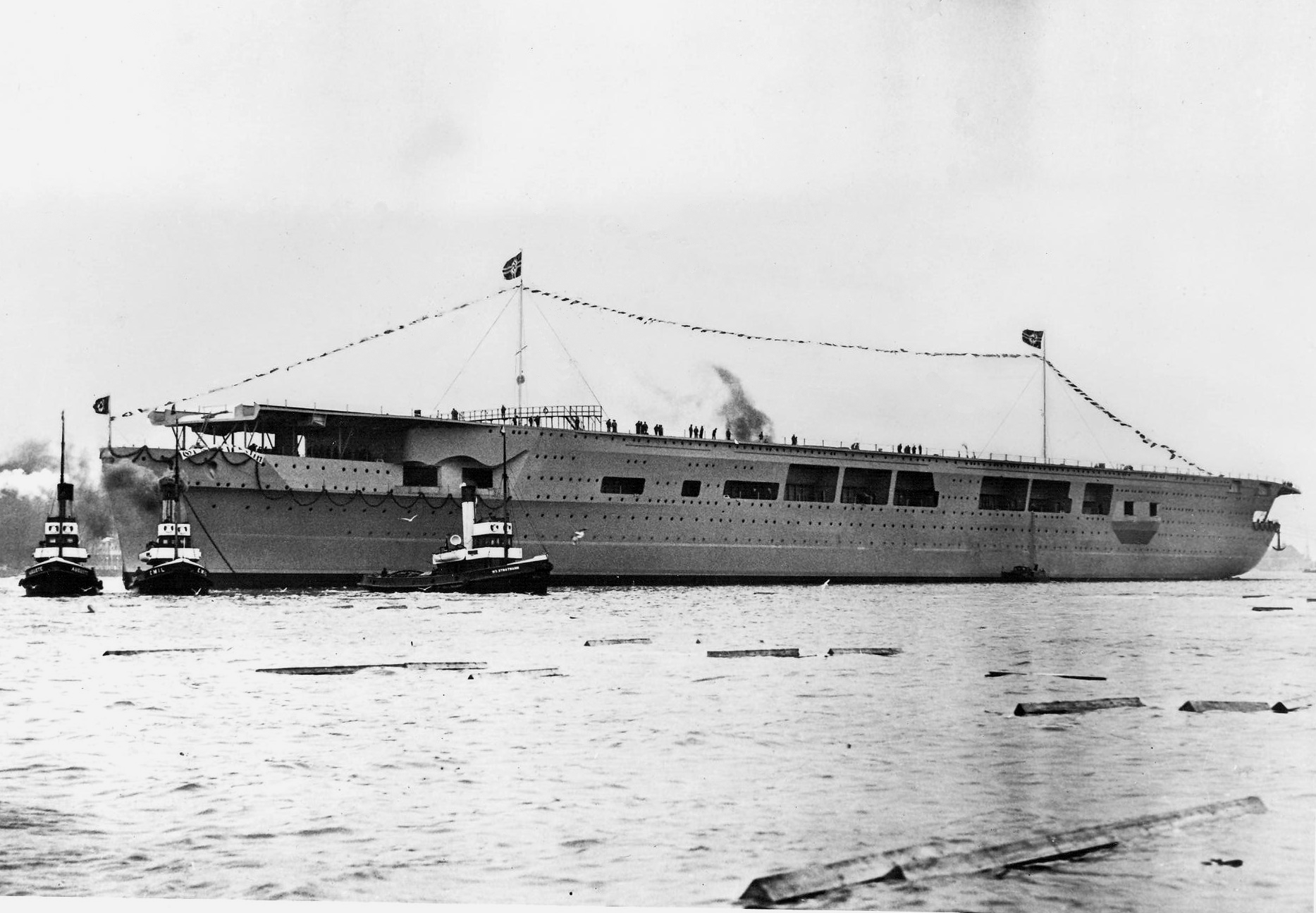
Letadlová loď Graf Zeppelin stavěná podle plánu Z.

Plán Z byl námořní předválečný plán nacistického Německa schválený Adolfem Hitlerem v roce 1939, který počítal s výstavbou velkých válečných lodí a který by umožnil efektivně bojovat s britským královským námořnictvem. Jako alternativa se uvažovalo o postavení dostatečně velkého ponorkového loďstva, ale tento plán nebyl realizován.
V plánu bylo postavit 10 bitevních lodí (šest „super bitevních lodí“ o výtlaku 72 000 tun a čtyři velké bitevní lodě), čtyři letadlové lodě, tři bitevní křižníky, 3 „kapesní bitevní lodě“, pět těžkých křižníků, 60 lehkých křižníků, 68 torpédoborců, 90 torpédovek a 249 až 300 ponorek. Plán Z předpokládal, že v důsledku jeho realizace v roce 1948 bude mít Kriegsmarine povrchovou flotilu s celkovým výtlakem přes milion tun.
Plán Z počítal s výstavbou lodí na deset let, do roku 1944 se měla uskutečnit jeho první část, která počítala s výstavbou těchto lodí:
- 6 velkých bitevních lodí třídy H s výtlakem přes 60 000 tun, každá měla být vyzbrojena osmi děly ráže 406 mm Tyto lodě měly mít rychlost až 30 uzlů.
- bitevní lodě třídy Bismarck
- 2 bitevní lodě třídy Gneisenau, které by byly později opatřeny novými děly
- 3 bitevní křižníky
- 2 letadlové lodě o výtlaku až 32 000 tun
- 5 těžkých a 4 lehké křižníky
- 47 torpédoborců
- 229 ponorek.

Plán Z nebyl nikdy uskutečněn. Jediné, co bylo nakonec realizováno, byla výstavba bitevních lodí třídy Bismarck a těžkých křižníků třídy Admiral Hipper.